# Herman Kirchner
Hermann Kirchner (ur. 23 stycznia 1861 w Wölfis w Turyngii, zm. 29 grudnia 1929 we Wrocławiu) – niemiecki kompozytor, dyrygent, nauczyciel i propagator muzyki.

## Życiorys
Po zakończeniu edukacji, od połowy lat 80. XIX w., podjął pracę jako nauczyciel muzyki. 1893 otrzymał ofertę pracy w rumuńskim mieście Medias, którą przyjął pracując tam jako gimnazjalny nauczyciel muzyki, kierownik szkolnego chóru oraz, z czasem, wzięty kompozytor. Światową sławę przyniosło mu skomponowanie muzyki do napisanego w 1896 r. przez przyjaciela, a zarazem księdza nauczyciela gimnazjalnego Karla Römera pt. „Beim Holdersrauch”. Utwór ten, napisany dialekcie saksońskim, przetłumaczono niedługo potem na niemiecki język literacki i wydano we wrześniu 1897 r. „Siedmiogrodzko-saksońskie pieśni ludowe”. Pieśń zyskała taką popularność, że musiano wielokrotnie ponawiać druk. W ciągu kilku lat przetłumaczono ją na kilkanaście języków europejskich i tym samym stała się popularna w całej Europie.
W Anglii ukazała się ona jako angielska pieśń ludowa, wiadomo też, że była niezwykle lubiana w Polsce międzywojennej. W tym też czasie dotarła do Stanów Zjednoczonych, a w przededniu II wojny światowej nawet do Japonii. Znały i śpiewały miliony ludzi na kilku kontynentach. Popularność w Rumunii spowodowała, że zamiłowana w sztuce, a w szczególności w muzyce i poezji królowa rumuńska, zaproponowała mu pracę na dworze, którą przyjął. Sprowadzał do Bukaresztu wielu sławnych ludzi kultury, przygotowywał wiele koncertów, przedstawień teatralnych i operowych.
W 1919 r. przyjechał do Berlina wiedziony propozycją pracy od pruskiego ministerstwa kultury. Jakie było jego zdziwienie, kiedy zaproponowano mu tam stanowisko nauczyciela muzyki w gimnazjum humanistycznym w prowincjonalnym Ratibor. Chociaż był głęboko wierzącym protestantem, prowadził w Raciborzu katolicki chór gimnazjalny. Rozpoczął ścisłą współpracę z miejskimi instytucjami kulturalnymi, szczególnie z raciborskim teatrem miejskim.
W 1915 r. wystawiono tu po raz pierwszy jego operę pt. „Siebenbrűgische Einquartierung” („Siedmiogrodzki kwaterunek”, była to premiera opery, której pierwotny tytuł brzmiał „Der Herr der Hann”, odbyła się w Madias w 1908 r.).
Po I wojnie światowej, wraz z dyrektorem raciborskiego teatru Franzem Gottscheidem, był jedynym z najznamienitszych współorganizatorów życia muzycznego, teatralnego i operowego w Raciborzu. Na deskach raciborskiego teatru wystawiono wiele dzieł Kirchnera, m.in.: oratorium „Christus in Behanien”, dramat „Stephanie”, dzieło wokalno-muzyczne poświęcone Josephowi von Eichendorffowi pt. „In einem kühlem Grunde”, napisaną przez Gottscheida, a oprawioną muzycznie przez Kirchnera operetkę pt. „Prinzessin Li-Tu-se” („Księżniczka Li-tu-se”). To ostatnie dzieło było wykonane także w innych miastach m.in. w Opolu.
Kichner był zafascynowany kulturą, w szczególności muzyką Bałkanów. Większość jego dzieł muzycznych dotyczyła tego właśnie kręgu kulturowego. Był romantykiem, marzycielem, wielbicielem nie tylko muzyki poważnej, ale głównie muzyki i poezji ludowej.
W 1927 r. pojechał na kilka dni do Rumunii. Tam dane mu było być gościem honorowym na entuzjastycznie przyjętej przez publiczność premierze swej opery „Der Herr der Hann”.
Zmarł niespodziewanie we Wrocławiu. Zgodnie z jego ostatnią wolą na jego grobie na miejscowym cmentarzu luterańskim, zamiast marmurowej płyty posadzono okazały krzak, aby mogły tu przesiadywać ptaki i śpiewać mu pieśń o miłości, rozkoszy, radości i cierpieniu.

## Prace
- Der Herr der Hann,
- Stephania,
- Viola,
- Prinzessin Li-tu-se,
- Austernprinzeßchen,
- Ein Sonnemärchen,
- großes Ballet,
- Osternacht,
- Liederalbum I.